# آرئوپاژ

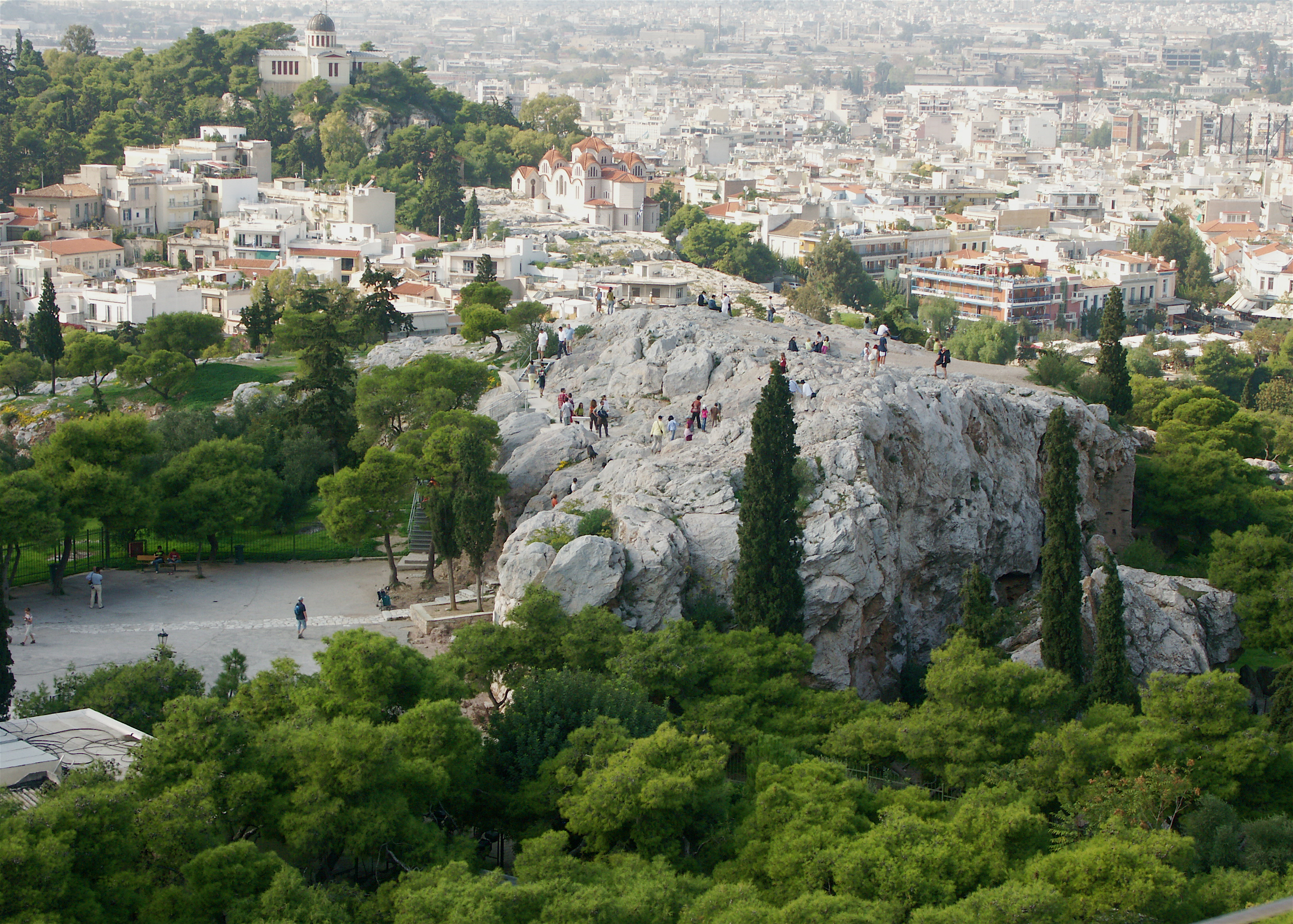
آرئوپاژ از منظر آکروپولیس

آرئوپاژ(به انگلیسی: Areopage) که در کتابهای قدیمی فارسی و عربیآریوس باغوس یا اریوس باغوس نیز نوشته شده‌است، به لحاظ لغوی مرکّب از دو کلمه آرس، به معنای رب‌النوع جنگ و پاگوس، به معنای کرسی و مقر می‌باشد. آرئوپاژ معبد مقدسی در یونان باستان بود که بر فراز تپه‌ای در مقابل آکروپل بنا شده بود. این معبد، محلّ تشکیل دادگاه رسیدگی به جنایات مذهبی در آتن به‌شمار می‌آمد.
علت اینکه آرس یا همان مارس که خداوند جنگ در یونان باستان محسوب می‌شد، نام خود را بدین معبد داده بود، و علت اینکه معبد مذکور به یک محکمه یا دادگاه مربوط به امور مذهبی اختصاص یافته بود، داستان ذیل بود:
آرس روزی در حال عبور از حوالی تپه‌ای بود که بعدها آرئوپاژ بر آن بنا شد. در دامنهٔ این تپه، چشمهٔ آبی قرار داشت و آرس ناگهان در کنار این چشمه مشاهده نمود که هالیرهوتیوس، پسر پوزئیدون، قصد دارد که به زور با دختر آرس، یعنی آلسیپ، درآمیزد. آرس با مشاهدهٔ این صحنه خشمگین شد و پسر پوزئیدون را کُشت.
پوزئیدون، چون قاتل پسرش را شناخت و دانست که آرس پسرش را به قتل رسانیده‌است، وی را به محکمه‌ای فراخواند که از تمامی خدایان المپ و در بالای همان تپه تشکیل شده بود. پس از محاکمه، خدایان المپ، آرس را تبرئه کردند. بدین ترتیب و با همین سابقه، معبد آرئوپاژ در بالای تپه بنا گردید و محل محاکمات مذهبی قرار گرفت و سرانجام به کاخ دادگستری آتن تبدیل شد.
پس از جنگهای سالامیس و پلاته حکومت آتن عملاً زیر نفوذ آرئوپاژ قرار گرفت تا آنکه بدست افیالت پسر سوفوتیدس و رهبر جناح عامه و با کمک تمیستوکلس قدرت این نهاد از بین رفت. این اتفاق مقدمه‌ای بود برای ظهور پریکلس و عصری که بسیاری از تاریخدانان از آن بنام «عصر طلایی آتن» یاد می‌کنند.